# Афанасьев, Василий Филиппович
Васи́лий Фили́ппович Афана́сьев (30 октября [11 ноября] 1844, Кронштадт, Санкт-Петербургская губерния — 22 мая [4 июня] 1903, Симбирск) — русский архитектор и общественный деятель.

## Биография
Родился 30 октября 1844 года в Кронштадте.
С 1861 года обучался в Императорской Академии Художеств, которую окончил в 1866 году с присвоением звания свободного художника (1867)
С 1869 по 1874 годы служил сверхштатным техником СО Московского городского правления.
В 1871 году удостоен Императорской Академией художеств звания классного художника архитектуры 3-й степени за проект «Концертная зала»
С 1874 года назначен на должность городского архитектора города Мурома.
С 1886 по 1889 годы работал в должности младшего инженера СО Симбирского городского правления, а позднее губернским архитектором города Симбирска.
Скончался 22 мая 1903 года в Симбирске.

### Творчество
- 1873 — Дом врача А. Я. Корнеева в Москве на Садовой-Кудринской ул., 6 (В 1886—1890-е годы дом арендовал А. П. Чехов. В настоящее время — Дом-музей А. П. Чехова)[4].
- 1881—1883 — здание Муромского духовного училища